# Арланд
Арланд (фр. Arlempdes) насеље је и општина у централној Француској у региону Оверња, у департману Горња Лоара која припада префектури Пиј ан Веле.
По подацима из 2011. године у општини је живело 131 становника, а густина насељености је износила 9,53 становника/km². Општина се простире на површини од 13,74 km². Налази се на средњој надморској висини од 840 метара (максималној 1.166 m, а минималној 769 m).

## Демографија
| 1962. | 1968. | 1975. | 1982. | 1990. | 1999. | 2011. |
| ----- | ----- | ----- | ----- | ----- | ----- | ----- |
| 152   | 211   | 220   | 182   | 142   | 114   | 131   |

График промене броја становника у току последњих година